# Тооминг, Альфред
А́льфред То́оминг (эст. Alfred Tooming; 5 (18) июля 1907, деревня Юлейыэ, Эстляндская губерния, Российская империя — 5 октября 1977, Таллин, Эстонская ССР) — эстонский религиозный деятель, богослов, архиепископ эстонской евангелическо-лютеранской церкви (1967—1977).

## Биография
Из крестьян. Родился на хуторе Иду в деревне Юлейыэ (Аннияская волость, Ревельский уезд). В 1932 году окончил факультет протестантского богословия Тартуского университета. Член корпорации эстонских студентов Fraternitas Liviensis.
С 1935 по 1941 и с 1945 по 1949 год служил пастором лютеранской церкви в Харью-Яани, затем в 1946—1949 гг. в волости Йыэляхтме.
В годы Второй мировой войны был мобилизован в РККА и с июля 1941 года по ноябрь 1945 года служил в Красной Армии.
С 1949 по 1967 год — пробст церкви в Вильянди. С 1957 по 1965 года — член консистории эстонской евангелическо-лютеранской церкви.
В 1967 сменил Яана Кийвита-старшего на посту архиепископа эстонской евангелическо-лютеранской церкви. На этом посту служил до смерти в 1977 году.
В 1968 году под его руководством консистория эстонской евангелическо-лютеранской церкви поддержала ввод войск Варшавского договора для подавления Пражской весны.
Участвовал в работе Христианской конференции мира и Всехристианской Ассамблеи Мира (1971).
Похоронен на Лесном кладбище Таллина.